# Columbia Center
Columbia Center — самый высокий небоскрёб американского города Сиэтла.
Небоскрёб был спроектирован архитектором Честером Л. Линдси (Chester L. Lindsey, 1927–2003). Начавшееся в 1982 году строительство длилось три года, и после его завершения небоскрёб высотой в 285 м (антенна на крыше возвышается ещё на 10 м) стал самым высоким зданием на западной стороне реки Миссисипи, вторым по величине на Западном побережье и двенадцатым по величине на всей территории Соединённых Штатов. Здание имеет 76 этажей, на которых располагаются офисные помещения общей площадью порядка 140 тысяч м², и 7 подземных, использующихся главным как образом как паркинги. Бюджет строительства составил порядка 200 миллионов долларов. Основными конструкционными материалами при строительстве здания были стекло и сталь.
Фундамент здания облицован гранитом, что придаёт ему элегантный внешний вид. Структура здания основана на трёх арках, поэтому создаётся впечатление, что здание представляет собой три башни, стоящие рядом друг с другом; три части здания связаны между собой подземным переходом. Изначально здание должно было быть высотой 306,5 м. Тем не менее Федеральное управление гражданской авиации США не дало разрешения на строительство здания такой высоты рядом с аэропортом Сиэтл/Такома. Число этажей здания осталось при этом таким же, как планировалось в изначальном проекте, но высота потолка каждого была уменьшена на 5 см. На 73-м этаже небоскрёба находится смотровая площадка, откуда открывается вид на город. На 75-м и 76-м этажах находятся бары, рестораны, библиотека и конференц-залы.
Изначально здание носило название Columbia Center, но затем название было изменено Seafirst Bank, которому тогда принадлежало здание, на Columbia Seafirst Center. Вскоре после этого по инициативе Банка Америки, который был материнским банком для Seafirst Bank, название здания было изменено на Bank of America Tower. В 1998 году здание было выкуплено Equity Office Properties за 404 миллиона долларов. В конечном счёте в ноябре 2005 года название здания было вновь изменено на Columbia Center.
16 июня 2004 года Национальная комиссия по расследованию террористических атак на Всемирный торговый центр в США (комиссия 9/11) сообщила, что первоначальным планом террористов, которые совершили 11 сентября 2001 года атаки на Всемирный торговый центр и Пентагон, были атаки самолётов «на самые высокие здания Калифорнии и Вашингтона», среди которых могли быть Columbia Center и US Bank Tower.
Ежегодно в здании проходит соревнование между пожарными. Пожарные со снаряжением преодолевают 1311 ступеней до 69-го этажа.